# Scotstoun Marine Ltd
Scotstoun Marine Ltd est une entreprise de construction navale à Glasgow, en Écosse, sur la Clyde, créée en 1972 pour exploiter l'ancien chantier naval Charles Connell and Company à la suite de l'effondrement d'Upper Clyde Shipbuilders dans lequel il est fusionné. Scotstoun Marine Ltd est une filiale de  Govan Shipbuilders. Le chantier a construit 15 navires entre 1972 et 1980 lorsque le chantier ferme après 119 ans de construction navale dans lesquels 535 navires avaient été construits.
Le site est vidé de ses outils du grutage bien que certaines preuves des postes d'amarrage soient restées visibles jusqu'en 2004. Une partie des installations couvertes du chantier est utilisée par GKN tandis que d'autres installations ont été utilisées par Motherwell Bridge Engineering pour des travaux de fabrication lourds.